# Gli intaccabili
Gli intaccabili è una serie a fumetti creata da Leo Ortolani, noto al pubblico soprattutto per la creazione di Rat-Man.

## Descrizione
Le storie narrano di verosimili episodi di vita vissuta in gioventù, che vedono per protagonisti l'autore e il suo storico gruppo di amici, Danilo detto "Il Cipo", Antonio "Dillinger" e Vassili, tutti già conosciuti, avendoli l'autore sparsi tra le pagine di altre storie. Si parla di ragazze irraggiungibili, amori sognati, passioni rincorse, sempre inesorabilmente mancate.
Il solito umorismo che caratterizza tutta la produzione di Leo Ortolani, ricco di gag e situazioni ai limiti dell'assurdo, trova ancora una volta una divertente applicazione in un contesto particolare, fatto di episodi ed ambientazioni strettamente personali, che l'autore, nel tempo è riuscito a far sentire familiari anche ai suoi lettori.

## Protagonisti
Nei primi due episodi gli unici protagonisti sono Il Cipo e Dillinger, mentre nei successivi si aggiungono anche Leo e Vassili.

## Episodi
| Nr. | Titolo                | Trama | Prima edizione                           | Ristampe                                                                         |
| --- | --------------------- | --- | ---------------------------------------- | -------------------------------------------------------------------------------- |
| 1   | Un sabato alla grande | Il Cipo e Dillinger vanno ad una festa sperando di trovarsi una fidanzata.                                                     | Fumo di China n. 29 - aprile/maggio 1995 | - Rat-Man Collection n. 41 - marzo 2004 - Tutto Rat-Man n. 22 - aprile 2006      |
| 2   | Il flauto magico      | Il Cipo non riesce a trovarsi una fidanzata, così Dillinger gli consiglia di comprare un ''flauto magico''.                    | Totem Extra n. 5 - 1º aprile 1995        | - Rat-Man Collection n. 42 - maggio 2004 - Tutto Rat-Man n. 22 - aprile 2006     |
| 3   | Al cinema Ritz        | Leo continua a leggere fumetti e non pensa mai al sesso, così i suoi amici lo portano al cinema a vedere un film pornografico. | Totem Extra n. 6 - maggio 1995           | - Rat-Man Collection n. 43 - luglio 2004 - Tutto Rat-Man n. 23 - agosto 2006     |
| 4   | L'ultima spiaggia     | I protagonisti vanno a Rimini, e Il Cipo crede che lì riusciranno sicuramente a trovarsi una fidanzata.                        | Totem n. 161/162 - 15 luglio 1995        | - Rat-Man Collection n. 45 - novembre 2004 - Tutto Rat-Man n. 24 - dicembre 2006 |

## Storia editoriale
La serie, il cui titolo evidenzia la cinefilia dell'autore nell'evidente riferimento al film Gli intoccabili di Brian De Palma, nasce sulla rivista Totem durante gli anni novanta, riscuotendo un discreto successo; successivamente venne scelta come sostituto di Venerdì 12 dopo la sua conclusione sul n. 40 di Rat-Man Collection, vincendo la concorrenza nelle decisioni dell'autore su una nuova serie di storie brevi incentrate su Dark Mouse (parodia del personaggio di Guerre stellari Darth Maul, già apparso nella storia Il prescelto).